# فيكتوريا هاتسون هنتلي
فيكتوريا هاتسون هنتلي (بالإنجليزية: Victoria Hutson Huntley)‏ (و. 1900 – 1971 م) هي فنانة، ورسامة، ومصممة مطبوعات من الولايات المتحدة الأمريكية .
توفيت في مقاطعة أرلنغتون، فيرجينيا .

## التعليم
تعلمت في Art Students League of New York.

## جوائز وترشيحات
حصلت على جوائز منها:
- زمالة غوغنهايم.